# Nova Esperança
Nova Esperança is een gemeente in de Braziliaanse deelstaat Paraná. De gemeente telt 28.983 inwoners (schatting 2017).

## Aangrenzende gemeenten
De gemeente grenst aan Alto Paraná, Atalaia, Cruzeiro do Sul, Floraí, Presidente Castelo Branco, Tamboara en Uniflor.